# Snuker
Snúker (angleško snooker) je biljardni šport, ki se igra na široki mizi iz debelega sukna zelene barve s po štirimi luknjami v vsakem kotu in po dvema luknjama na sredini obeh daljših stranic pravokotne mize. Miza je velika 12 čevljev × 6 čevljev (3,6 m × 1,8 m). Bistvo igre je v zadevanju krogel s palico za snuker. Krogle se delijo glede na njihovo točkovno vrednost:
- bela krogla, ki ne šteje točk, pač pa jo morajo igralci vedno zadeti prvo in z njo poskušajo zadeti v luknjo žogo kake druge barve, ki je vredna kaj več točk;
- 15 rdečih krogel, vsaka šteje po eno točko;
- rumena krogla – 2 točki
- zelena krogla – 3 točke
- rjava krogla – 4 točke
- modra krogla – 5 točk
- rožnata krogla – 6 točk
- črna krogla, ki prinese največ točk, in sicer 7.

Rumena, zelena, rjava, modra, rožnata in črna žoga sestavljajo set barvnih krogel. Igralec zmaga tako, da zadene več točk od nasprotnika. Cilj igre je z belo zadeti izmenično rdečo in katero od barvnih krogel ter nadaljevati tako zaporedje (vedno se začne z rdečo žogo – brez zadete rdeče žoge igralec ne sme zadeti nobene od barvnih žog).
Igra je končana, ko ni na mizi nobene krogle več, ali kadar si en igralec priigra tolikšno prednost, da je nasprotni igralec ne more več ujeti in se zato preda. Seveda se lahko igralec za predajo odloči tudi iz drugih razlogov – npr. zaradi bolezni, poškodbe, itd. Dvoboj med dvema igralcema je sestavljen iz poljubnega lihega števila iger oziroma framov. Igralec zmaga dvoboj, če osvoji več kot polovico vseh možnih iger. Tako se dvoboj konča, ko eden od igralcev preseže mejo, potrebno za osvojitev dvoboja, in nadaljnje igre so zatorej nepotrebne in se jih ne igra več.
Snuker je eden najpomembnejših športov na Britanskem otočju. Zelo je razširjen tudi v nekdanjih britanskih kolonijah, še posebej na Kitajskem in v Hong Kongu, od koder se v zadnjem času na svetovno prizorišče prebija vse več mladih igralcev. 

## Zgodovina
Prva različica snukerja je verjetno nastala v drugi polovici 19. stoletja. V tem času je bil biljard zelo razširjen in priljubljen pri častnikih angleške vojske, nastanjenih v Indiji, ki so si za popestritev izmišljali nove variacije ustaljenih biljardnih iger. Ena teh novih variacij je bil tudi snuker, ki naj bi nastal v Jabalpurju leta 1874 ali 1875. Častniki so namreč rdečim in črnim kroglam, ki so se uporabljale v dveh različicah biljarda (imenovanih pyramid pool in life pool) dodali še barvne krogle.
Celo beseda snuker ima svoj izvor v vojaških krogih, saj v takratnem slengu snooker pomeni kadeta prvega letnika ali neizkušeno osebje. Viri poročajo, da je polkovnik sir Neville Chamberlain iz devonshirskega regimenta svojega nasprotnika v igri biljarda imenoval snuker, ko slednji ni uspel zadeti krogle. Odtlej so vse neizkušene igralce imenovali za snukerje, ime obneslo do te mere, da se je tako začel imenovati kar cel šport. 
Uradna zgodovina športa se je začela s prvim Svetovnim prvenstvom, ki ga je leta 1927 organiziral Joe Davis, poklicni igralec angleškega biljarda in snukerja. Prav Davis je šport iz kratkočasne dejavnosti prestavil v profesionalno sfero. Zanimivo je tudi, da je Davis osvojil vsa prvenstva do leta 1946, ko je prenehal z nastopanjem na Svetovnem prvenstvu. 

»Do leta 1977 so iznašli nov sistem osvetljave, ki je omogočal, da se je igralce videlo kristalno jasno in prihodnje leto je Aubrey Singer privolil v to, da bi na BBC-ju prenašali Svetovno prvenstvo in ves čas prvenstva, 16 dni, vsak dan pripravljali enourne povzetke dvobojev.«

Zgodovina britanske televizijske hiše BBC,
Šport je v 50. in 60. letih doživljal pravi mrk, saj se je zanj zanimalo le malo ljudi poleg tistih, ki so ga sami igrali. Tudi nova različica snukerja, imenovana snuker plus, ki jo je skušal uvesti Joe Davis, se ni prijela. Zato pa je leta 1969 sledil prelomni trenutek, ko je David Attenborough, tedaj eden vodilnih mož v britanski televizijski hiši BBC, sprejel snukerski turnir Pot Black v programsko shemo BBC-ja, z namenom občinstvu prikazati potencial in prednosti barvne televizije. Šport se je tako prijel, da je nekaj časa zavzemal celo drugo mesto po gledanosti na programu BBC 2.
Zanimanje za šport se je skokovito povečalo in Svetovno prvenstvo 1978 je bilo prvo, ki so ga v celoti predvajali po televiziji. Odtlej se je šport v zadnjih 30 letih uveljavil predvsem na Britanskem otočju in nekaterih bivših angleških kolonijah (najvidneje v Hong Kongu in na Kitajskem).
Dandanes šport snukerja zaznamujejo visoki nagradni skladi pomembnejših turnirjev, prenosi večine pomembnejših turnirjev na televiziji (najvidnejše mesto v prenosih snukerja zavzemata BBC in Eurosport) in sponzorstvo tobačne industrije. V zadnjem času je sicer upadlo sponzorstvo tobačne industrije, kar se kaže tudi v manjšem številu jakostnih turnirjev.

## Pravila
Cilj igre je doseči več točk od nasprotnika, tako da igralec z mize odstranjuje rdeče in barvne krogle v vnaprej določenem redu. Na začetku frama so krogle razporejene, kot je prikazano na desni sliki. Igralca se izmenjujeta pri mizi, dokler prvi s konico palice ne zadene bele krogle, tako da bela krogla zadene eno od 15 rdečih krogel na mizi in jo pošlje v enega od šestih žepov mize za snuker. Seveda pri tem ne sme v noben žep pasti nobena druga krogla, niti ne smeta naenkrat v žep pasti dve rdeči krogli. Tisti igralec, ki rdečo kroglo zadene v žep, prejme 1 točko. Rdeča krogla nato ostane v žepu in se je ne postavlja nazaj na mizo, pač pa igralec pri mizi nadaljuje z igro in skuša v žep pospraviti katero od 6 barvnih krogel, ki štejejo od 2 do 7 točk. Če igralcu uspe v žep pospraviti katero od barvnih krogel (in pri tem z mize ne odstrani nobene druge krogle), se po zaključenem udarcu barvno kroglo prestavi nazaj na njeno začetno pozicijo na mizi in igralec nadaljuje z igro. Po uspešno zadeti barvni krogli mora namreč znova igrati na rdečo kroglo. Tako zaporedje (rdeča-barvna-rdeča ...) se nadaljuje, dokler ni igre konec ali pa dokler igralec pri mizi z udarcem ni uspel pospraviti z mize nobene krogle, je pospravil preveč krogel ali pa je preprosto pospravil napačno kroglo (bodisi belo bodisi tisto, ki je ne bi smel - rdečo ali barvno). 
Zatem pride k mizi njegov nasprotnik, ki mora najprej pospraviti rdečo kroglo. Če mu to uspe, lahko nadaljuje z barvno kroglo in nato naprej v takem zaporedju. Vsak igralec, ki pride k mizi, mora v svojem prvem udarcu z mize pospraviti rdečo kroglo, razen v zaključkih framov, ko so na mizi le še barvne krogle. Namreč, ko igralca z mize pospravita vse rdeče krogle, se igra osredotoči na preostale barvne krogle. Natančneje povedano, ko eden od igralcev pospravi zadnjo rdečo in nato še eno barvno kroglo, se mora spraviti po vrstnem redu na rumeno, zeleno, rjavo, modro, rožnato in naposled črno kroglo, teh šest krogel pa se za razliko od začetnega dela frama ne vrača nazaj na mizo. Ko je z mize odstranjena še zadnja, tj. črna krogla, je frama konec, saj ni nobene krogle več na mizi in tako zmaga tisti igralec z več točkami. Mogoča je sicer tudi situacija, ko sta igralca po pospravljeni črni krogli še vedno izenačena, tedaj se črno kroglo postavi nazaj na njeno začetno točko, belo kroglo se vrne nazaj v začetni polkrog, igralec pri mizi pa dobi kot prvi priložnost za udarec.  
Točke lahko igralca dosegata tudi z napakami nasprotnikov. Napake se dogajajo zaradi številnih razlogov, npr. ko igralec z belo kroglo namesto rdeče najprej zadene barvno kroglo (ali obratno), ko igralcu v žep pade bela krogla, ko z mize pospravi več kot eno kroglo, ko se v celem udarcu bela krogla ne dotakne nobene krogle, itd. Igralec lahko z napako nasprotnika pridobi od 4 do 7 točk.
Igra od trenutka, ko so krogle na svojih začetnih položajih, do trenutka, ko je z mize pospravljena zadnja krogla, se imenuje frame. Dvoboj med dvema igralcema je tako sestavljen iz več framov in igralec dobi dvoboj tako, da osvoji toliko framov, kot je bilo predhodno določeno. Če je predhodno določeno, da se dvoboj igra na npr. največ 9 framov, potem zmaga tisti igralec, ki osvoji pet framov. Pet framov je tudi mejnik za zmago v večini poklicnih dvobojev. Finala turnirjev se po navadi igrajo na največ 17 framov ali največ 19 framov, medtem ko se na zaključnem turnirju Svetovnega prvenstva igra bistveno daljše dvoboje, od največ 19 framov pa vse do največ 35 framov, kolikor je trenutna omejitev za zmago na Svetovnem prvenstvu. Dvoboji, ki se igrajo na največ 19 framov ali več se običajno igrajo dva dni (ali več).
Poklicne in tekmovalne amaterske dvoboje sodi sodnik, ki je edini človek, ki skrbi za korekten potek igre. Sodnikova naloga je, da ponovno namešča barvne krogle na njihove začetne položaje, potem ko jih igralci pospravijo z mize. Prav tako sodnik naglas govori število točk, ki jih je igralec dosegel v enem mahu, torej število točk, ki jih je igralec dosegel, odkar je prišel k mizi. Nasploh pa so poklicni igralci znani po pošteni igri, saj se pogosto dogaja, da povedo, da so naredili napako, tudi če jo je sodnik spregledal, da čestitajo nasprotniku za dobre udarce in da dvignejo roko v zrak, s čimer se opravičijo nasprotniku, ko jim uspe povsem srečno pospraviti kroglo z mize. Znani so tudi primeri, ko igralci v pripravi na strel premikajo palico naprej in nazaj, se pri tem ponesreči dotaknejo bele krogle in to, če jim je to sodnik spregledal, jasno priznajo.
Pogosta beseda v besednjaku snukerja je niz. Gre za število točk, ki jih je igralec zaporedoma dosegel (pri enem obisku mize). Točke od nasprotnikovih napak se ne štejejo za del igralčevega niza. Najvišji možni niz v snukerju je niz 147 točk, kar ustreza 15 rdečim in 15 črnim kroglam ter preostalim 6 kroglam. Po pravilu proste krogle je mogoče v nekem trenutku namesto rdeče krogle pospraviti izbrano barvno kroglo, ki šteje toliko točk kot rdeča (1 točko) in funkcijo ima tudi enako kot rdeča krogla, tako da se lahko igralec po pospravljeni barvni krogli spravi na barvno kroglo in nato nadaljuje niz. Tako je teoretično najvišji možni niz v snukerju 155 točk, ki ni v tekmovalnem dvoboju uspel še nobenemu igralcu. Najbližje temu je bil Škot Jamie Burnett, ki je leta 2004 dosegel niz 148 točk (po pravilu proste krogle je namesto rdeče izbral rjavo kroglo, nato znova pospravil rjavo, a je nato namesto 15 črnih pospravil 12 črnih, 2 rožnati in eno modro kroglo, kar je skupaj zneslo ravno 148 točk). Če bi namesto 2 rožnatih in ene modre krogle pospravil 3 črne krogle, bi mu uspel niz 152 točk. 
Dovoljena oprema pri snukerju poleg mize, seta krogel in palice obsega kredo, s katero si igralci stalno drgnejo konico palice, da bi optimizirali možnost zadetka, različne podaljške (npr. podaljšanega pajka, ki je na sliki), pripravek za postavljanje začetnega trikotnika rdečih krogel in semafor za prikazovanje izida. 
Ena od omejitev snukerja je miza, saj zahteva sobo najmanj v velikosti 7 m x 5 m (22 čevljev x 16 čevljev), kolikor je najmanjši mogoči prostor, ki še omogoča udobno igro v vseh položajih. Ta postavka močno zmanjša število lokacij, kjer bi lahko stale mize za snuker. Skladno s kavarniškim značajem vseh biljardnih športov tudi mizo za snuker največkrat najdemo v večjih kavarnah in pivnicah, ali javnih snukerskih klubih. Snuker se sicer da igrati tudi na manjših mizah in z manj rdečimi kroglami. Druge kombinacije dolžin in širin miz za snuker so še: 3 m x 1,5 m (10x5 čevljev), 2,7m x 1,4 m (9x4,5 čevljev), 2,4 m x 1,2 m (8x4 čevljev), 1,8 m x 0,9 m (6x3 čevljev; to je tudi najmanjša možna miza, ki še omogoča realistično igro) in 1,2 m x 0,6 m (4x2 čevljev). Manjše mize je mogoče dobiti v kopici različnih stilov, med drugim kot prepognljive mize in kot jedilne mize, ki se preobrnejo v mize za snuker.

## Uprava in turnirji
Svetovno združenje za profesionalni biljard in snuker, izvirno World Professional Billiards and Snooker Association (WPSBA), je najvišje upravno telo, ki prireja tekmovanja v snukerju. Ustanovljeno je bilo leta 1968 pod imenom Združenje profesionalnih igralcev biljarda. Njegova hčerinska družba World Snooker ima sedež v Bristolu in vodi ter upravlja tekmovanja. Vrh World Snookerja se je že nekajkrat zamenjal, v čemer mnogi vidijo obračunavanja znotraj športa. Obstaja še tretja organizacija – Mednarodna federacija za biljard in snooker, izvirno International Billiards and Snooker Federation (IBSF), ki je odgovorna za amaterski snooker in tekmovanja amaterskih igralcev snookerja.
Na turnirjih World Snookerja lahko zaigrajo le profesionalni igralci. Z dobrimi nastopi na jakostnih turnirjih igralci pridobivajo jakostne točke, ki določijo mesto igralcev po svetovni jakostni lestvici. Prvih 16 igralcev po lestvici je avtomatično uvrščenih na vse jakostne turnirje, kar je velika prednost v primerjavi s tistimi nižje rangiranimi igralci, ki morajo pred zaključnim turnirjem odigrati še štiri ali včasih celo pet kvalifikacijskih dvobojev, da se sploh uvrstijo na zaključni turnir. 
Daleč najpomembnejši turnir je Svetovno prvenstvo. Organizirajo ga vsako leto vse od leta 1927 z izjemo druge svetovne vojne in obdobja od 1958 do 1963. Vse od leta 1977 turnir gosti dvorana Crucible Theatre v Sheffieldu (Anglija), glavni sponzor dogodka je bil od 1976 do 2005 Embassy. To se je spremenilo leta 2005, ko je bil sprejet zakon, da tobačne tovarne ne smejo biti sponzorji športnih dogodkov v Združenem kraljestvu. World Snooker je tako bil prisiljen najti novega sponzorja, kar je postala spletna igralnica 888.com. Igralnica 888.com se je nato po treh letih kljub podpisani petletni sponzorski pogodbi umaknila z mesta glavnega sponzorja. Mesto glavnega sponzorja tako trenutno zaseda športna stavnica Betfred.com.
Zmaga na Svetovnem prvenstvu prinese zmagovalcu prestiž in tudi visoko denarno nagrado, ki znaša kar 250.000£ (311.778€). Svetovno prvenstvo 
dosega najvišjo gledanost na Britanskem otočju, kjer nudi prenose televizijska hiša BBC. Prenosi s prvenstva beležijo visoko gledanost tudi v preostali Evropi (prek televizijske hiše Eurosport) in na Daljnem vzhodu. 
Turnirji, ki so po pomembnosti za Svetovnim prvenstvom, so jakostni turnirji, ki štejejo za jakostne točke. Zadostno število jakostnih točk igralcem omogoča ohranitev mesta v karavani tudi za naslednjo sezono in povabila na ostale nejakostne turnirje, ki igralcem ne prinesejo prestiža in jakostnih točk, ampak zgolj manjše denarne nagrade. Kljub temu da je po pomembnosti za Svetovnim prvenstvom kar 5 turnirjev (UK Championship, Grand Prix, Welsh Open, China Open, Shanghai Masters), pa po denarnih nagradah, medijski prepoznavnosti in ugledu med strokovnjaki izstopa UK Championship, ki ga ima večina strokovnjakov za drugi najpomembnejši jakostni turnir na svetu.
Za jakostnimi turnirji so po pomembnosti turnirji, za katere potrebujejo igralci povabila, da se nanje sploh uvrstijo. Povabila so po navadi poslana najbolje uvrščenim igralcem na svetovni jakostni lestvici. Najpomembnejše izmed povabilnih tekmovanj je Masters, ki ima drugo ali tretjo najvišjo denarno nagrado med turnirji, zato je za igralce zmaga na Mastersu zelo pomembna.
Na račun dolgih in dolgočasnih tekmovanj, ki zaradi dolgih izmenjav obrambnih udarcev ne nudijo možnosti za oglaševanje, so se že pojavile kritike. Zato se je predsednik Matchroom Sporta Barry Hearn odločil organizirati serijo alternativnih snukerskih tekmovanj, ki so krajša in zato za gledalce zanimivejša. Ustanovljena je bila Betfred Premier League, ki predvideva časovno omejene udarce in prejema redne televizijske prenose na Sky Sports. Igralci imajo na voljo le 25 sekund za posamezni udarec in lahko v dvoboju petkrat izkoristijo pravico do minute odmora. Čeprav so taka tekmovanja dosegla nekaj uspeha in čeprav so nanje povabljeni vsi najboljši igralci po svetovni jakostni lestvici, pa ta tekmovanja ne dosegajo take medijske pozornosti in take gledanosti kot ostala tekmovanja, ki jih prireja WPSBA.

## Oprema za snuker
Poleg mize in seta krogel poklicni igralci uporabljajo še:
Kreda
Igralci s kredo drgnejo konice palic, da bi si s tem zagotovili čim bolj gladko konico in čim boljši kontakt med palico in belo kroglo.
Palica
Palica, iz lesa ali stisnjenih vlaken (npr. lesonita), je osnovni kos opreme za igro snukerja. S konico palice se udarja belo kroglo.
Podaljšek
Gre za kos, ki sega čez ali se privije v zadnji del palice. S tem se dolžina palice podaljša, oprijem igralca pa se premakne s konca palice na podaljšek. Podaljšek igralci uporabljajo pri udarcih, ko je bela krogla preveč oddaljena in je samo s palico ne dosežejo. Nekateri igralci sicer ves čas igrajo s podaljškom.
Križasti podstavek
Gre za palico, katere konica je oblikovana v črko X. Struktura v obliki črke X se uporablja za podporo palice igralca. Križasti podstavek pride v poštev, ko igralci tudi s podaljškom ne dosežejo bele krogle. Seveda pa lahko igralci izberejo križasti podstavek namesto podaljška, tudi če bi s podaljškom dosegli belo kroglo. Gre pač povsem za svobodo igralca, katere pripomočke uporabi.
Dvojni križasti podstavek
Dvojni križasti podstavek je enak križastemu podstavku, le da je na en konec križca pritrjena posebna kovinska struktura, ki omogoča namestitev palice. Dvojni križasti podstavek je najnovejša pridobitev snukerja.
Pajek
Pajek je podoben križastemu in dvojnemu križastemu podstavku, le da je na konec namesto strukture v obliki črke X pritrjena struktura mostičkaste oblike, ki na daleč spominja na črko M. Pajka igralci uporabljajo, da dvignejo palico nad višino krogle in da podprejo konico palice. Pajek je zelo pripraven v položaju, imenovanem kitajski snuker.
Labod (tudi labodji vrat in labodji pajek)
Labod je podoben križastemu podstavku, le da ima na koncu namesto X strukture enojen podaljšan vrat in viličasti rogelj na koncu. Z labodom si igralci omogočijo boljšo kontrolo bele krogle na daljše razdalje. Tako je med belo kroglo in igralcem lahko tudi večja skupina krogel, ki se jim igralec z labodom, ki palico dvigne, tudi izogne.
Trikotnik
Gre za kos opreme, ki se uporablja za zbiranje rdečih krogel pred začetkom frama. S trikotnikom sodnik določi položaj, kamor bo namestil 15 rdečih krogel.
Podaljšani križasti podstavek
Podaljšani križasti podstavek je enak križastemu podstavku, le da je mogoče strukturo v obliki črke X podaljšati za največ 3 čevlje (0,9 m).
Podaljšani pajek
Podaljšani pajek je križanica laboda in pajka. Namen podaljšanega pajka je napraviti mostiček čez večje skupine krogel, običajno rdečih. Podaljšan pajek je dandanes v poklicnem snukerju precej redek, a se ga da uporabljati, ko so krogle razporejene ravno tako, da igralec ne more postaviti pajka tja, kamor bi si želel.
Polkopitni podaljšek
Poklopitni podaljšek se običajno nahaja pod stranskim delom mize. Gre za mešanico križastega podstavka v dolžini celotne mize in palice. Polkopitni podaljšek uporabljajo igralci le v ekstremnih primerih, ko je npr. potrebno udariti belo kroglo tako, da se udarec s palico izvede čez celotno dolžino mize.
Označevalec položaja krogel
Gre za opremo sodnika, ki se uporablja, kadar igralec zahteva čiščenje kake krogle. Sodnik za čiščenje najprej pristavi označevalec položaja h krogli (da se označevalec in krogla dotikata) in nato kroglo sname z mizo. Ko jo očisti, jo postavi nazaj na isto točko, tako da jo zgolj nasloni na označevalca, ki je ostal v istem položaju. Označevalca lahko sodnik uporabi tudi za presojo, ali je dovolj prostora, da se barvno kroglo vrne nazaj na njen začetni položaj, in za presojo, ali je dovolj prostora, da bi se z belo kroglo dalo zadeti rdečo kroglo. V zadnjem primeru, če sodnik oceni, da ni dovolj prostora, da bi igralec igral na katero koli od rdečih krogel, potem razglasi pravilo proste krogle.

## Vidnejši igralci
.
V poklicnem obdobju športa, ki se je začelo z Joejem Davisom v 30. letih, je relativno malo igralcev uspelo na najvišji ravni. Doseči in obdržati mesto v eliti snukerja je težka naloga, saj šport zahteva mnogo let predanega dela in vloženega truda, ob tem je za uspeh potreben tudi naravni talent.
Kljub temu so nekateri igralci dominirali svoje obdobje v športu snukerja. Raya Reardona se splošno obravnava za vodilnega igralca 70. let, Steve Davis je kraljeval v 80. letih, v 90. letih je bil prvo ime športa Stephen Hendry. Od preloma tisočletja ni več jasnega dominantnega igralca, čeprav je v 2000. letih svetovni prvak trikrat postal Ronnie O'Sullivan ter po dvakrat Mark Williams in John Higgins (ki je sicer svoj prvi naslov osvojil že leta 1998). Pred Reardonovo ero šport ni bil tako razširjen, od začetka profesionalnega snukerja so šport zaznamovali še brata Fred Davis in Joe Davis ter John Pulman.

## Različice

### Snuker plus
Pri različici snuker plus, ki jo je ustvaril Joe Davis, je na mizi postavljenih 15 rdečih in 8 barvnih krogel, od standardnega seta krogel pri snukerju se set krogel snuker plusa razlikuje po tem, da vsebuje dve dodatni barvni krogli - oranžno (šteje 8 točk) in vijolično (šteje 10 točk). Tako je pri snuker plusu v teoriji mogoče ustvariti niz 210 točk, okoriščajoč se s pravilom proste krogle pa celo niz 221 točk. Različico je 26. oktobra 1959 na turnirju News of the World Championship javnosti predstavil prav Joe Davis, ki je želel snukerju dvigniti priljubljenost z dodajanjem novih krogel, ki bi omogočile bolj oportunistično in tekočo igro in preprečile neprivlačno obrambno igro. Kljub Davisovim prizadevanjem se snuker plus ni obnesel in je dandanes praktično zamrl.

### Brazilski snuker
Brazilski snuker je ozemeljsko popolnoma vezan na Brazilijo. Od klasičnega snukerja se razlikuje po tem, da je na mizo postavljena le ena rdeča krogla (in ne 15), ob tej rdeči krogli se na mizi nahaja tudi ostalih 6 barvnih krogel, enakih barv in na enakih položajih kot pri klasičnem snukerju. 
Krogle so vredne enako točk kot pri klasičnem snukerju. Barvne krogle so postavljene na svoja običajna mesta v snukerju, preostala rdeča krogla pa se nahaja na pol poti med rožnato kroglo in desnim zgornjim žepom. Bela krogla se nahaja v barvnem polkrogu. Oba igralca poskušata najprej v žep pospraviti rdečo kroglo. Po rdeči morata nato igralca zadeti eno od barvnih krogel, vseeno katero. Po uspešno pospravljeni barvni krogli ima igralec izbiro, ali želi odigrati »kazensko kroglo« (katero koli barvno kroglo, razen rumene) ali rumeno kroglo. 
Igralec je po uspešno pospravljeni kazenski krogli primoran spraviti se na rumeno. Če pa igralec s kazensko kroglo slučajno zgreši žep, se 7 točk prišteje k izidu nasprotnega igralca, ki tudi dobi priložnost igrati naslednjo kroglo. Vendar pa mora nasprotni igralec takoj igrati rumeno kroglo in šele po uspešno zadeti rumeni krogli sme tudi on udarjati kazensko kroglo. Vse ostale napake igralcev se obravnavajo enako kot pri klasičnem snukerju, s to razliko da pri brazilskem snukerju igralec za vsako napako nasprotnika prejme po 7 točk.
Igralec lahko po vsaki uspešno zadeti krogli izbira, ali želi udarjati kazensko kroglo ali kar naslednjo barvno kroglo v nizu. Vsa ostala pravila so enaka kot pri snukerju, le da so verižni udarci prepovedani, ker so pač vse krogle različnih barv.

### 6-snuker
6-snuker se od klasičnega snukerja razlikuje po tem, da na mizo ni postavljenih 15, temveč 6 rdečih krogel. Vsa pravila so enaka kot pri klasičnem snukerju. Zaradi manjšega števila rdečih krogel in posledično manjšega števila možnih točk se igralcem napake in točkovni odbitki bistveno hitreje poznajo kot pri klasičnem snukerju. 
Svetlo prihodnost te različice snukerja so napovedala že mnoga velika imena snukerja, npr. Jimmy White in Ali Carter, decembra 2009 so priredili tudi prvo Svetovno prvenstvo v 6-snookerju. Prvi svetovni prvak v zgodovini je postal Anglež Mark Davis.

### Prostovoljni snuker
Prostovoljni snuker je različica snukerja, ki je bila na vrhuncu svoje razširjenosti in priljubljenosti v 50. letih. Danes je različica praktično izumrla. 
Ta različica se po pravilih na prvi pogled ne razlikuje kaj dosti, saj je uvodna razporeditev krogel na mizi enaka kot pri klasičnem snukerju. Glavna razlika v pravilih je namreč v prostovoljni barvni krogli, za katero se lahko igralec odloči po zadeti rdeči in barvni krogli. To pomeni, da se igralec odloči, da bo, namesto da bi igral na naslednjo rdečo kroglo v nizu, igral na katero koli od barvnih krogel, ki se tako obravnavajo za prostovoljne udarce. 
Če igralec prostovoljno barvno kroglo pospravi z mize, dobi zanjo toliko točk, kot je vredna pri klasičnem snukerju. Če pa s prostovoljno barvno kroglo zgreši žep, potem dobi nasprotnik na svoj točkovni konto toliko točk, kot je zgrešena barvna krogla vredna. Če se je igralec odločil prostovoljno igrati na zeleno ali rumeno (ki štejeta manj kot 4 točke) in zgrešil žep, na točkovni zbir nasprotnega igralca romajo 4 točke. 
Za vse igralce, ki obvladajo igro, obstaja pravilo prostega udarca. Če igralec trikrat zapored z mize pospravi isto prostovoljno kroglo, se krogle ne vrne nazaj na njeno mesto, dokler igralec ne odigra enega udarca, v katerem torej ne sme igrati na dotično barvno kroglo. Prosti udarec razglasi sodnik in tako dovoli oziroma prisili igralca, da igra na katero drugo kroglo, ki naj bi bila druga barvna krogla, ne rdeča krogla (sicer to ni prosti udarec).

### Power snooker
Power snooker je različica snukerja, ki so jo pri svetovni zvezi World Snooker javnosti prvič predstavili leta 2010. Od klasičnega snukerja se razlikuje v dveh poglavitnih novostih: trajanje dvoboja je omejeno s časom na 30 minut in zmagovalca dvoboja določi seštevek dobljenih točk in ne dobljenih framov. Odgovorni pri Svetovni zvezi, na čelu z Barryjem Hearnom, so želeli z vpeljavo power snookerja v šport pripeljati več dinamike in akcije ter istočasno pritegniti mlado občinstvo.
Prvi turnir v power snookerju bo potekal 30. oktobra 2010 v londonskem klubu indigO2. Na turnirju naj bi ob Ronnieju O'Sullivanu sodelovali še Neil Robertson, Ding Junhui, Mark Selby, Ali Carter, Shaun Murphy, Luca Brecel in Jimmy White. Televizijske pravice za turnir so pripadle televizijski hiši ITV, ki se je tako v prenose snukerja vrnila prvič po letu 2001. Če bo turnir uspešen, organizatorji napovedujejo nadaljnje turnirje na Kitajskem, v Singapurju, Nemčiji in na Srednjem vzhodu, finale pa naj bi še vedno gostil londonski indigO2.